# Pradleves
Pradleves (piemontesisch Pradieve oder Pra dj'Eve) ist eine Gemeinde in der italienischen Provinz Cuneo (CN), Region Piemont.

## Lage und Einwohner
Pradleves liegt rund 25 km westlich von der Provinzhauptstadt Cuneo entfernt im Valle Grana. Von hier kommt man über den Colle Fauniera (2.481 m) weiter ins Tal der Stura di Demonte. Das Gemeindegebiet umfasst eine Fläche von 19,29 km² und hat 238 Einwohner (Stand 31. Dezember 2023). 
Zur Gemeinde zählen auch die Fraktionen (Frazioni) Fodone, Rionero, Funse, Riosecco, Ubaio, Garaccio, Follia, Pratorosso, Sciugliere, Costabella, Pentenera, Scaletta, Motrua, Cialancia, Fugirosso, Grange, Sagnetta, Comune, Presa, Cogno, Gerbido, Teiè, Cappella, Balmarossa, Seviana, Balma, Campaccio und Raméi. Von diesen Weilern und Dörfern sind einige nicht mehr bewohnt.
Die Nachbargemeinden sind Castelmagno, Demonte, Dronero und Monterosso Grana.

## Geschichte

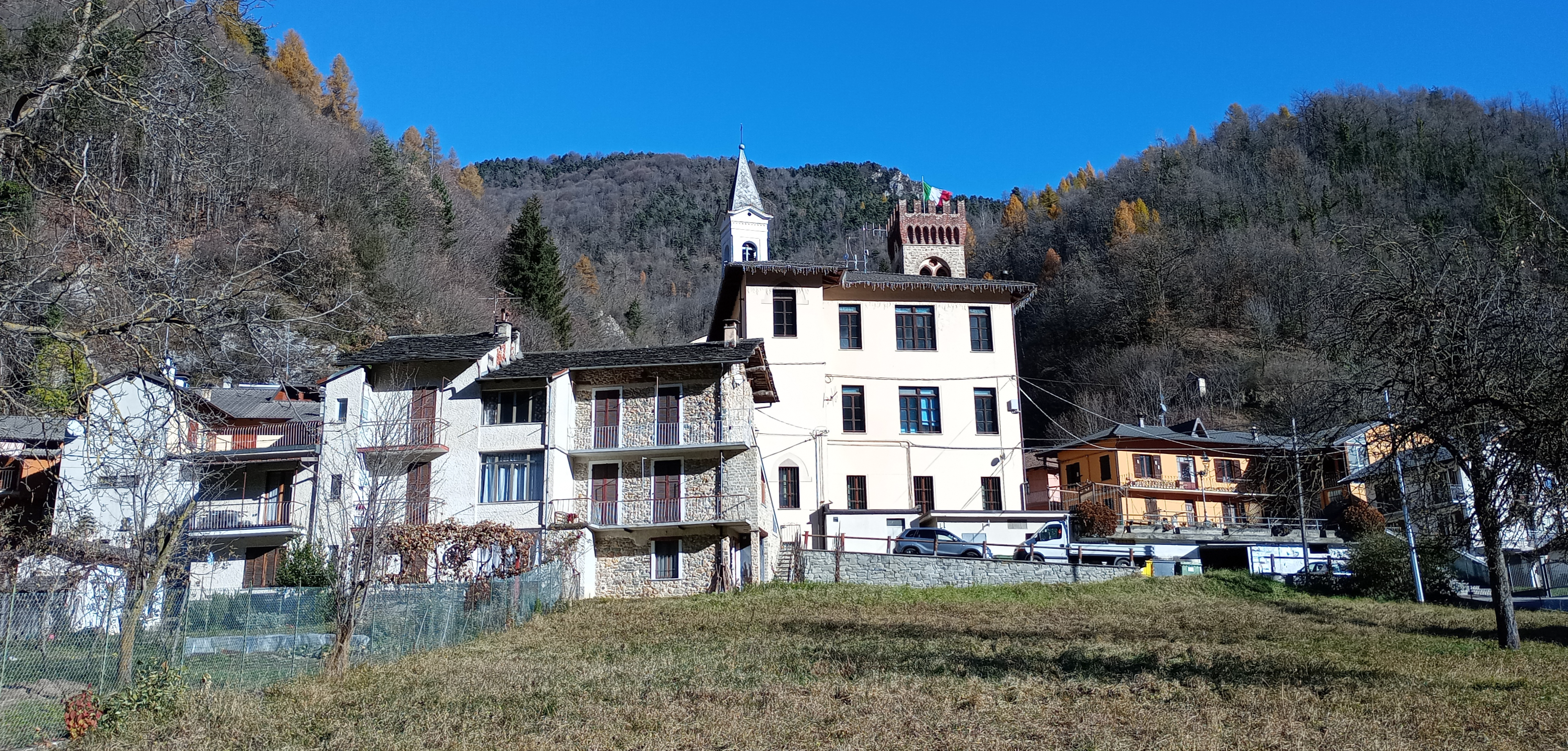
Panorama

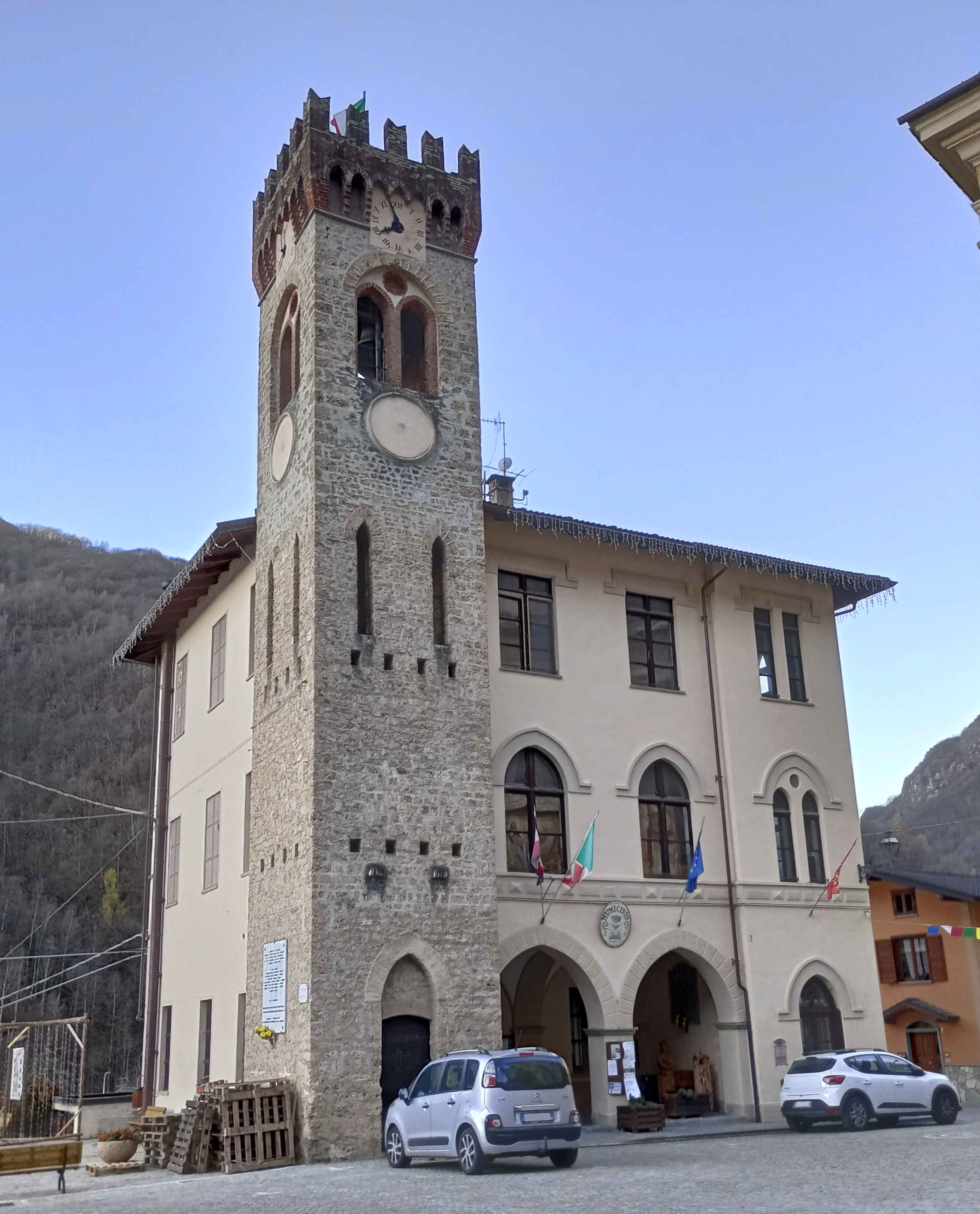
Gemeindehaus

Der Ortsname stammt von „Prato Delexio“ oder von „Levesio“, wiederum wahrscheinlich abgeleitet vom Personennamen Laevicus. Im Jahr 1281 wurde der Ort erstmals urkundlich erwähnt. Vermutlich als Lehen der Markgrafen von Saluzzo gegründet und lange zwischen ihnen und der Gemeinde Cuneo umstritten, ging es im 16. Jahrhundert mit dem Aussterben des Hauses Saluzzo in die Hände von Cuneo über.

## Sehenswürdigkeiten
- Das alte Schloss der Markgrafen von Saluzzo (13. Jahrhundert), das in ein Hotel umgewandelt wurde.[3]
- Das Rathausgebäude (1912), das mittelalterlichen Vorbildern nachempfunden ist.
- Die Pfarrkirche San Ponzio, die zu Beginn des 18. Jahrhunderts erbaut wurde, nachdem ein Erdrutsch die alte Kirche zerstörte; nur ein steinernes Weihwasserbecken aus dem Jahr 1520 überstand es schadlos. Der Glockenturm entstand 1909.[4]
- Die Kapelle San Bernardo, in der Fresken aus dem 17. Jahrhundert aufbewahrt werden, darunter eine Madonna mit Kind unter Heiligen an der Apsiswand.